# 금성 (잡지)
《금성》(金星)은 1923년 조선의 일본 유학생들이 창간한 동인 시지(詩誌)이다. 시 전문지라는 뜻에서 중요한 의의를 갖는다. 동인은 양주동(梁柱東)·이장희(李章熙)·백기만(白基萬)·유엽(柳葉)·손진태(孫晋泰) 등으로 대체로 낭만적 풍조가 《금성》의 주조가 되었다. 1924년 1월 3호까지 내고 폐간되었다.